# Leavenworth 2070 AD
Leavenworth 2070 AD est un court-métrage américain, réalisé par l'équipe Harley's House Editorial en 1999.

## Synopsis
Un homme est emprisonné dans la prison de Leavenworth au Kansas. Chef d'inculpation : « Cet homme tuait 11 000 personnes par jour ».
Impossible ! Mais comment faisait-il donc ?

## Fiche technique
- Titre original : Leavenworth  Maximum Security Prison 2070 AD
- Réalisation et scénario : Harley's House Editorial
- Sociétés de production : BPI Communications Inc., Gale Group
- Mixeur audio : John Bolen
- Création des effets spéciaux : Alex Brodie
- Pays : États-Unis
- Durée : 1 minute
- Genre : anticipation
- Tous publics

## Diffusion du court métrage
Ce film est inclus intégralement dans le documentaire Tabac, la conspiration, diffusé sur RTBF (Belgique) le 4 janvier 2006 et rediffusé le 8 janvier. Un extrait est montré dans le documentaire Tabac : retenez votre souffle diffusé lui sur France 2 le 19 janvier 2006.